# Gobernadores coloniales de Guinea
Las fechas en cursiva indican la prorrogación "de facto" del periodo en funciones.
| Periodo                                           | Nombre                                              |                                         |
| ------------------------------------------------- | --------------------------------------------------- | --------------------------------------- |
| Guinea Francesa                                   |                                                     |                                         |
| 22 de diciembre de 1891 - Junio 16, 1895          | Noël Ballay, Gobernador                             |                                         |
| Incorporada a África Occidental Francesa          |                                                     |                                         |
| Junio 16, 1895 - 2 de noviembre de 1900           | Noël Ballay, Gobernador                             |                                         |
| 2 de noviembre de 1900 - 28 de septiembre de 1904 | Paul Cousturier, Gobernador                         |                                         |
| 28 de septiembre de 1904 - Octubre 15, 1904       | Antoine Marie Auguste Frezouls, Gobernador de facto |                                         |
| Septiembre 28, 1904 - 27 de marzo de 1906         | Antoine Marie Auguste Frezouls, Gobernador          |                                         |
| 27 de marzo de 1906 - 16 de mayo de 1907          | Jules Louis Richard, Gobernador de facto            |                                         |
| 16 de mayo de 1907 - 25 de julio de 1907          | Joost van Vollenhoven, Gobernador de facto          |                                         |
| 25 de julio de 1907 – 18 de febrero de 1908       | Georges Poulet, Gobernador de facto                 |                                         |
| 18 de febrero de 1908 - 4 de julio de 1910        | Victor Liotard, Gobernador                          |                                         |
| 4 de julio de 1910 - noviembre de 1910            | Georges Poulet, Gobernador de facto                 |                                         |
| Noviembre de 1910 – 9 de mayo de 1912             | Camille Guy, Gobernador                             |                                         |
| 9 de mayo de 1912 – 7 de marzo de 1913            | Jean Louis Georges Poiret, Gobernador de facto      |                                         |
| 7 de marzo de 1913 – 23 de octubre de 1915        | Jean Jules Émile Peuvergne, Gobernador              |                                         |
| 23 de octubre de 1915 - Octubre 12, 1916          | Jean Louis Georges Poiret, Gobernador de facto      |                                         |
| 12 de octubre de 1916 - 21 de julio de 1929       | Jean Louis Georges Poiret, Gobernador               |                                         |
| 21 de julio de 1929 - 1931                        | Louis François Antonin, Gobernador de facto         |                                         |
| 1931 – 1 de enero de 1932                         | Robert de Guise, Gobernador                         |                                         |
| 1 de enero de 1932 - 7 de marzo de 1936           | Joseph Zébédée Olivier Vadier, Gobernador           |                                         |
| 7 de marzo de 1936 - 12 de febrero de 1940        | Louis Placide Blacher, Gobernador                   |                                         |
| 12 de febrero de 1940 - agosto de 1942            | Antoine Félix Giacobbi, Gobernador                  |                                         |
| Agosto de 1942 – 25 de marzo de 1944              | Horace Valentin Crocicchia, Gobernador              |                                         |
| 25 de marzo de 1944 – 30 de abril de 1946         | Jacques Fourneau, Gobernador de facto               |                                         |
| 30 de abril de 1946 - enero de 1948               | Édouard Louis Terrac, Gobernador de facto           |                                         |
| Enero de 1948 – 9 de febrero de 1951              | Roland Pré, Gobernador                              |                                         |
| 9 de febrero de 1951 - abril de 1953              | Paul Henri Siriex, Gobernador                       |                                         |
| Abril de 1953 - Diciembre 2, 1953                 | Jean Paul Parisot, Gobernador de facto              |                                         |
| Diciembre 2, 1953 – 23 de junio de 1955           | Jean Paul Parisot, Gobernador                       |                                         |
| 23 de junio de 1955 -3 de junio de 1956           | Charles-Henri Bonfils, Gobernador                   |                                         |
| 3 de junio de 1956 – 29 de enero de 1958          | Jean Ramadier, Gobernador                           |                                         |
| 29 de enero de 1958 – 2 de octubre de 1958        | Jean Mauberna, Gobernador de facto                  |                                         |
| 2 de octubre de 1958                              | Independencia de la República de Guinea             | Independencia de la República de Guinea |

Para conocer los presidentes de Guinea como nación independiente, ver: Lista de presidentes de Guinea